# ジョーダン・ホルスグローヴ
- ジョーダン・ホルスグローブ

ジョーダン・ウィリアム・ホルスグローヴ（Jordan William Holsgrove, 1999年9月10日 - ）は、スコットランド・エディンバラ出身のサッカー選手。FCパソス・デ・フェレイラ所属。ポジションはMF。

## クラブ経歴
ユース時代をレディングFCで過ごし、2017年1月にプロ契約を締結。以降ユースリーグでのプレーを経て2019年にトップチームに昇格と同時に、8月27日にCDアトレティコ・バレアレスへのローン移籍が発表。加入後セグンダ・ディビシオンB (3部リーグ)ながら先発に定着。2019-20シーズンは22試合2ゴールを記録。チームはグループⅤで首位に立ったいたものの、コロナウイルスによる中断を経て終了となり、昇格プレーオフも中止でシーズン終了となった。
2020年9月16日、セルタ・デ・ビーゴと2年契約を締結。2020-21シーズンは傘下の セルタ・デ・ビーゴBでスタート。2021年1月にトップチームに昇格。5日のコパ・デル・レイのUDイビサ戦で、後半36分にラウタロ・デ・レオンとの交代で起用され、トップチームデビュー。6分後に初ゴールを決めるも、試合は2-5で敗退。更に9日のビジャレアルCF戦でラ・リーガ初出場を果たした。
2022年6月27日、FCパソス・デ・フェレイラに移籍した。

## 代表歴
2016年から、各ユース世代のスコットランド代表に随時招集されている。